# هنري آدامز (سياسي)
هنري آدامز (بالإنجليزية: Henry Adams)‏ هو نقابي وسياسي أسترالي، ولد في 2 يناير 1851، وتوفي في 7 يونيو 1926. حزبياً، نشط في حزب العمال الأسترالي (فرع جنوب أستراليا) ‏. في 1884 South Australian colonial election ‏، انتخب عضو مجلس جنوب أستراليا التشريعي عن دائرة Central District No. 1 (South Australian Legislative Council) ‏ وقد انضم خلال فترته النيابية ‏ (12 مايو 1894 – 2 مايو 1902)  للكتلة البرلمانية حزب العمال الأسترالي (فرع جنوب أستراليا) ‏.